# Dębniki

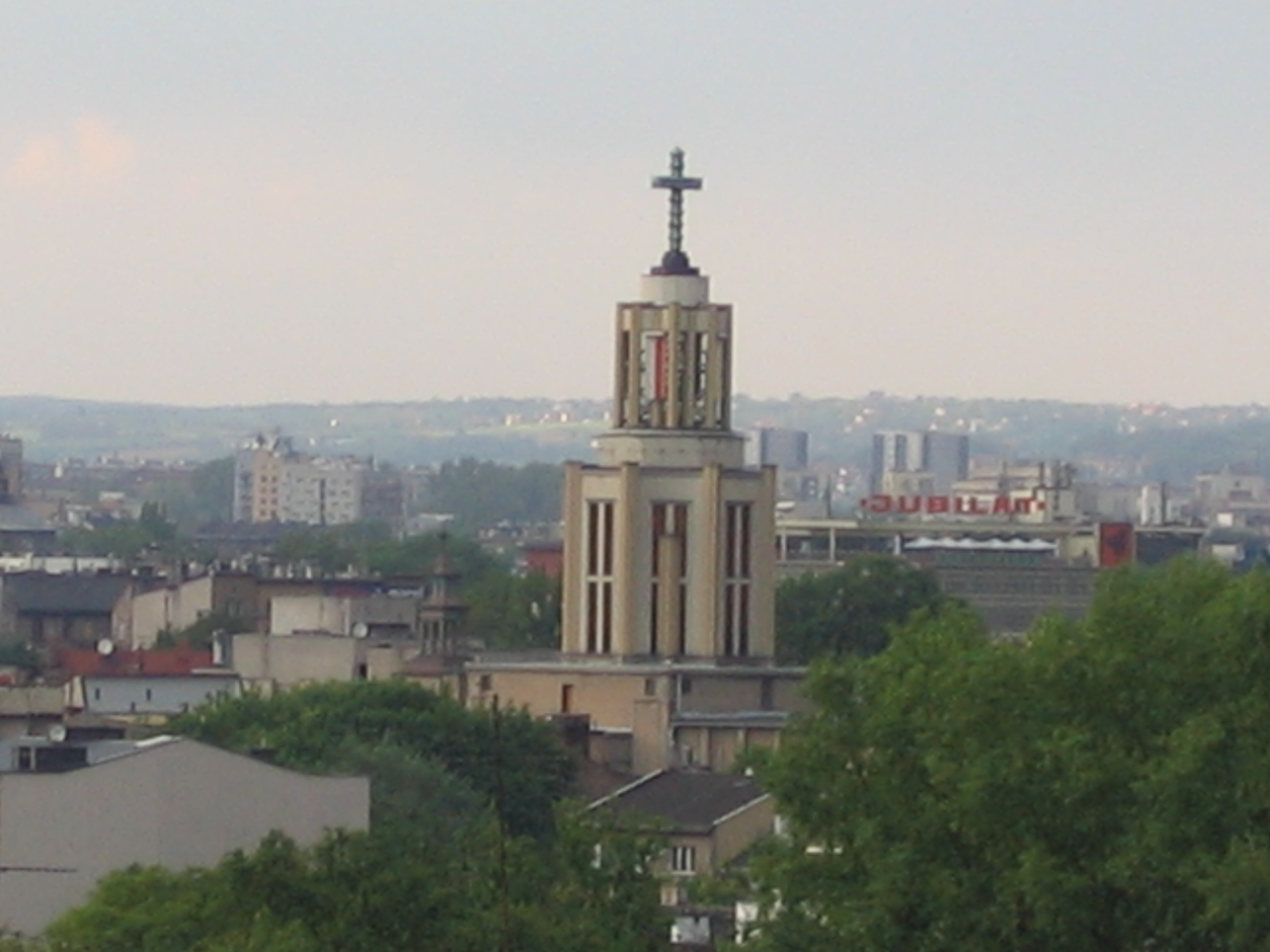
Kostel sv. Stanislava Kostky v Dębnikách (pohled ze sídliště Podwawelskie)

Dębniki jsou čtvrť v polském městě Krakov, která administrativně spadá pod Městskou část VIII Dębniki. Čtvrť leží na pravém břehu řeky Visly naproti Wawelu.

## Historie
První zmínky o vsi Dębniki pocházejí z roku 1254. V roce 1371 věnovala dębnický dvůr Rybaki Alžběta Durynská kostelu sv. Michala na Skalce. V 19. století byla k Dębnikům připojena vesnice Rybniki. Na počátku 20. století byly Dębniki připojeny ke Krakowu. V té době také vznikl projekt, podle kterého se měly Dębniki stát čtvrtí parků a zahrad. Tento plán však nebyl nikdy realizován.
V roce 1938 se do Dębnik do ulice Tyniecka 10 nastěhoval Karol Wojtyła, který tu bydlel až do konce války.
V letech 1932–1938 zde byl vybudován kostel sv. Stanislava Kostky. V roce 2002 jej navštívil papež Jan Pavel II.